# Кинк, Маркус
Ма́ркус Кинк (нем. Marcus Kink; 13 января 1985, Дюссельдорф, Германия) — немецкий хоккеист, нападающий. Игрок сборной Германии.

## Биография
Воспитанник хоккейного клуба «Рисерзее». Выступал за команду во второй немецкой хоккейной лиге. В 2002 году стал игроком команды «Кёльнер Хайе». В сезоне 2002/03 дебютировал в Высшей лиге Германии, также провёл несколько матчей во второй лиге за «Дуйсбург». Провёл в кёльнской команде ещё один сезон, затем присоединился к клубу «Адлер Мангейм». С 2004 по 2008 год, помимо мангеймской команды, выступал в низших лигах Германии за команду «Хайльброннер Фалькен».
С 2010 года — капитан команды клуба «Адлер Мангейм». Чемпион Германии 2007 и 2015 года. На сезон 2016/17 год провёл за команду тринадцать сезонов, в регулярном чемпионате сыграл 603 матча и 97 матчей — в плей-офф Немецкой хоккейной лиги.
В 2002 году дебютировал за юниорскую сборную Германии на чемпионате мира по хоккею с шайбой. С 2003 по 2005 год — игрок молодёжной сборной Германии. В 2011 году впервые сыграл на чемпионате мира за основную команду Германии.